# Filippo Camassei
Filippo Camassei, italijanski rimskokatoliški duhovnik, škof in kardinal, * 14. september 1848, Rim, † 18. januar 1921.

## Življenjepis
Aprila 1872 je prejel duhovniško posvečenje.
18. marca 1904 je bil imenovan za nadškofa Naxosa in 10. aprila istega leta je prejel škofovsko posvečenje.
Med 6. decembrom 1906 in 15. decembrom 1919 je bil patriarh Jeruzalema.
15. decembra 1919 je bil povzdignjen v kardinala in imenovan za kardinal-duhovnika S. Maria in Ara Coeli.